# Дератизация (Секретные материалы)
«Дератизация» (англ. «Surekill») — 8-й эпизод 8-го сезона сериала «Секретные материалы». Премьера состоялась 7 января 2001 года на телеканале FOX. Эпизод принадлежит к типу «монстр недели» и никак не связан с основной «мифологией сериала», заданной в первой серии.
Режиссёр — Терренс О'Хара, автор сценария — Грег Уокер, приглашённые звёзды — Майкл Боуэн, Джеймс Франко, Ноэль Гаглиеми, Том Джорден, Грег Бонифейс, Патрик Килпатрик, Келли Уэймайр.
В США серия получила рейтинг домохозяйств Нильсена, равный 8,0, который означает, что в день выхода серию посмотрели 13,3 миллионов человек.
Главные герои серии — Дана Скалли (Джиллиан Андерсон) и её новый напарник Джон Доггетт (Роберт Патрик), агенты ФБР, расследующие сложно поддающиеся научному объяснению преступления, называемые «Секретными материалами».

## Сюжет
В этом эпизоде происходит убийство риэлтора, находящегося одного в одиночной камере, выстрелом в голову. Доггетт пытается найти убийцу и понять, как он это сделал. Но вскоре он и Скалли понимают, что в этом деле скрывается большее, чем кажется на первый взгляд.